# Urretxu
Urretxu (em basco e oficialmente) ou Villarreal de Urrechua (em castelhano) é um município da Espanha na província de Guipúscoa, comunidade autónoma do País Basco. Tem 16,9 km² de área e em 2021 tinha 6 773 habitantes (densidade: 400,8 hab./km²).

## Demografia
| Variação demográfica do município entre 1991 e 2004 | Variação demográfica do município entre 1991 e 2004 | Variação demográfica do município entre 1991 e 2004 | Variação demográfica do município entre 1991 e 2004 |
| --------------------------------------------------- | --------------------------------------------------- | --------------------------------------------------- | --------------------------------------------------- |
| 1991                                                | 1996                                                | 2001                                                | 2004                                                |
| 6066                                                | 6242                                                | 6550                                                | 6667                                                |